# Luki Gosche
Luki Gosche (ur. 13 stycznia 1986) – samoański piłkarz występujący na pozycji napastnika. W 2012 roku wziął udział w Pucharze Narodów Oceanii.